# Kyseliw
Kyseliw (ukr. Киселів) – wieś na Ukrainie, w obwodzie czerniowieckim, w rejonie czerniowieckim. W 2001 roku liczyła 2873 mieszkańców.
Pod koniec XIX w. wieś Kisielów w powiecie kocmańskim na Bukowinie, 14 km na północny zachód od Zastawnej. Do 2020 w rejonie kocmańskim.